# Vinzelles (Saône-et-Loire)
Vinzelles ist eine französische Gemeinde im Département Saône-et-Loire in der Region Bourgogne-Franche-Comté (vor 2016 Bourgogne). Sie gehört zum Arrondissement Mâcon und zum Kanton La Chapelle-de-Guinchay (bis 2015 Mâcon-Sud). Die Gemeinde hat 762 Einwohner (Stand 1. Januar 2022).

## Geografie
Vinzelles liegt etwa sieben Kilometer südwestlich des Stadtzentrums von Mâcon. Umgeben wird Vinzelles von den Nachbargemeinden Mâcon im Norden, Varennes-lès-Mâcon im Osten, Chaintré im Süden sowie Fuissé im Westen.
Durch die Gemeinde führt die Autoroute A 6. Die Gemeinde gehört zum Weinbaugebiet Bourgogne.

## Bevölkerungsentwicklung
| Jahr                      | 1962 | 1968 | 1975 | 1982 | 1990 | 1999 | 2006 | 2011 | 2016 |
| ------------------------- | ---- | ---- | ---- | ---- | ---- | ---- | ---- | ---- | ---- |
| Einwohner                 | 395  | 479  | 536  | 553  | 670  | 712  | 753  | 730  | 694  |
| Quelle: Cassini und INSEE |      |      |      |      |      |      |      |      |      |

## Sehenswürdigkeiten
- Kirche Saint-Georges, seit 1929 Monument historique
- Burg Vinzelles aus dem 13. Jahrhundert, seit 2003 Monument historique
- Burg Layé aus dem 13. Jahrhundert, seit 2003 Monument historique

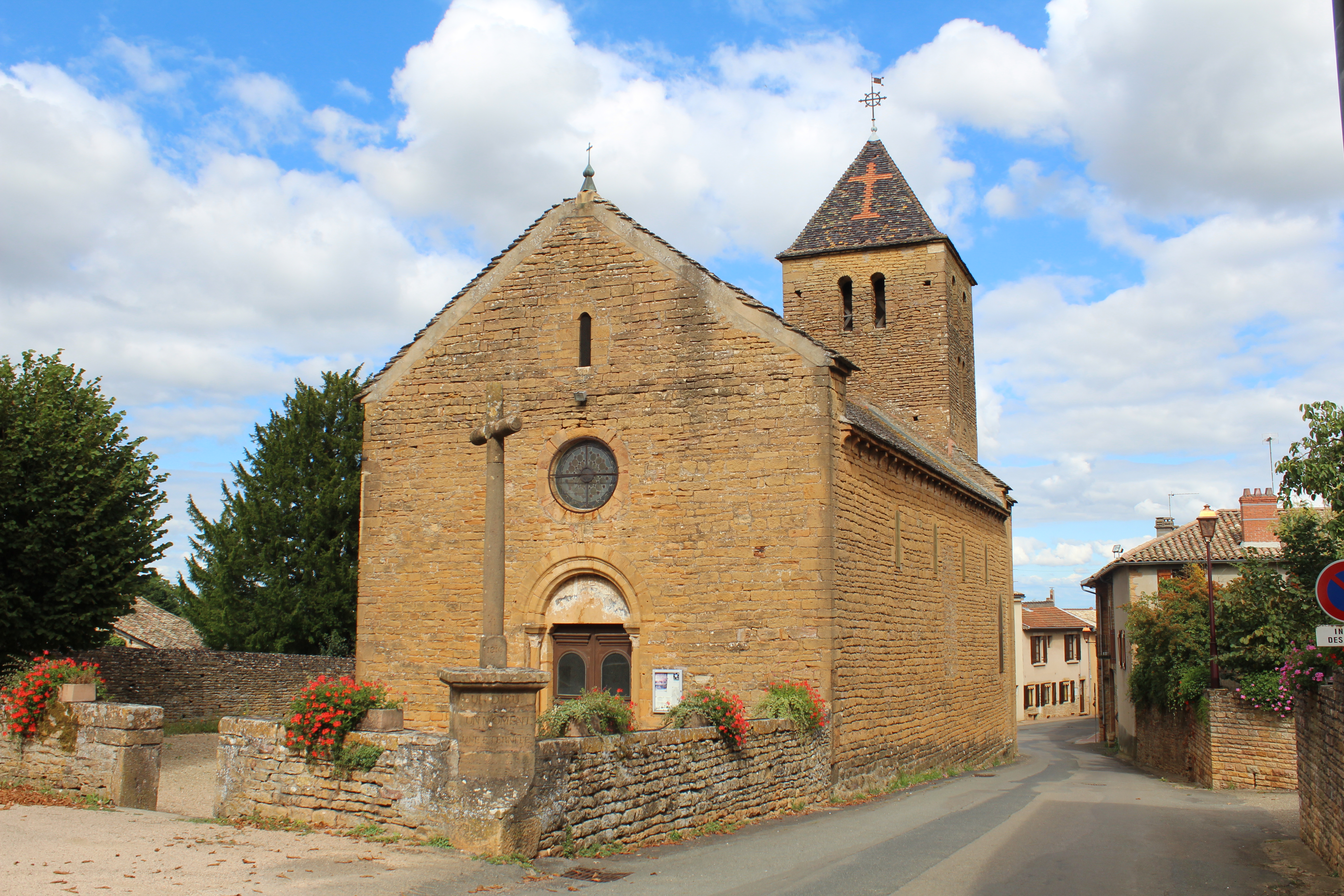
Kirche Saint-Georges
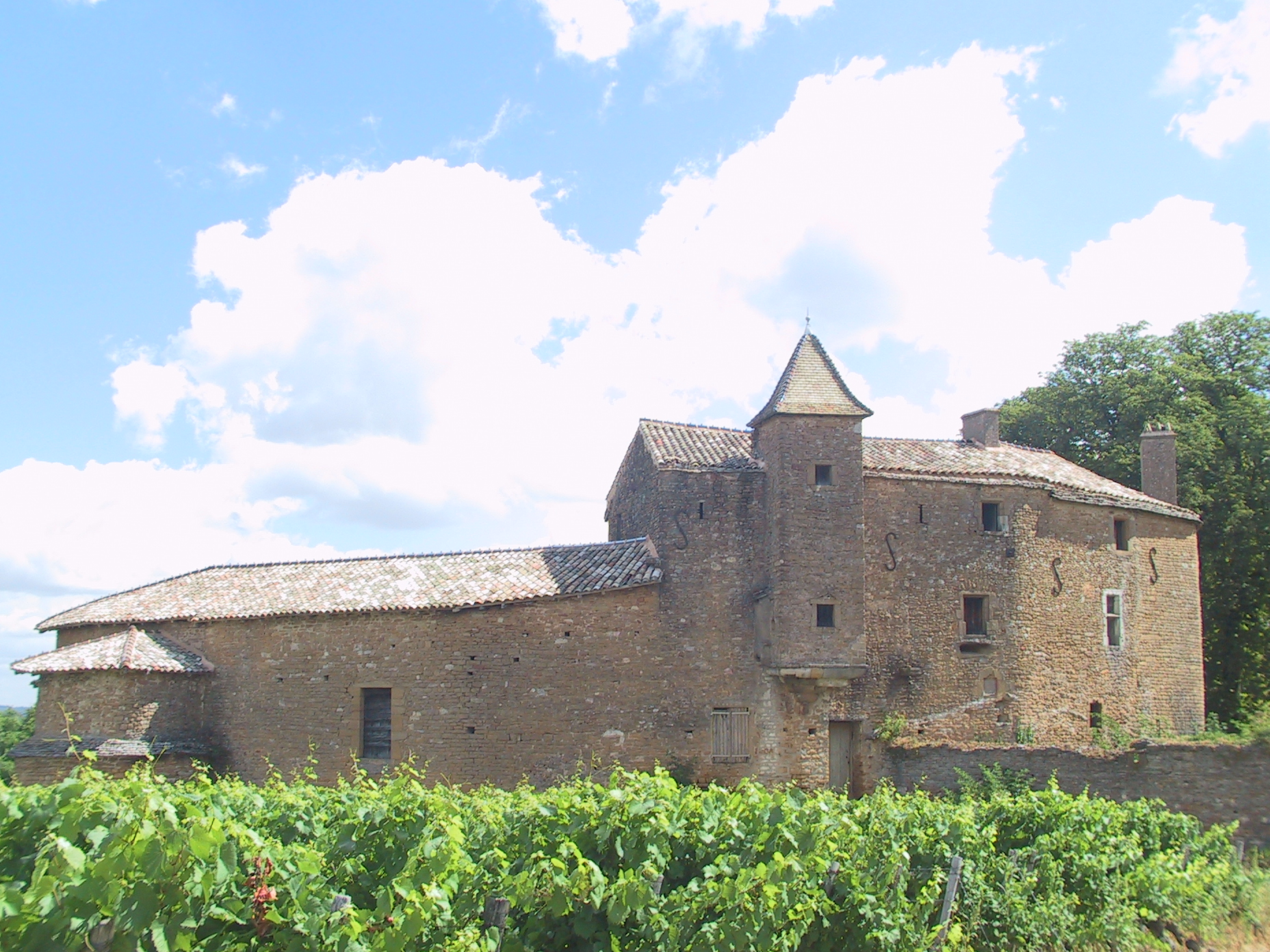
Schloss Vinzelles
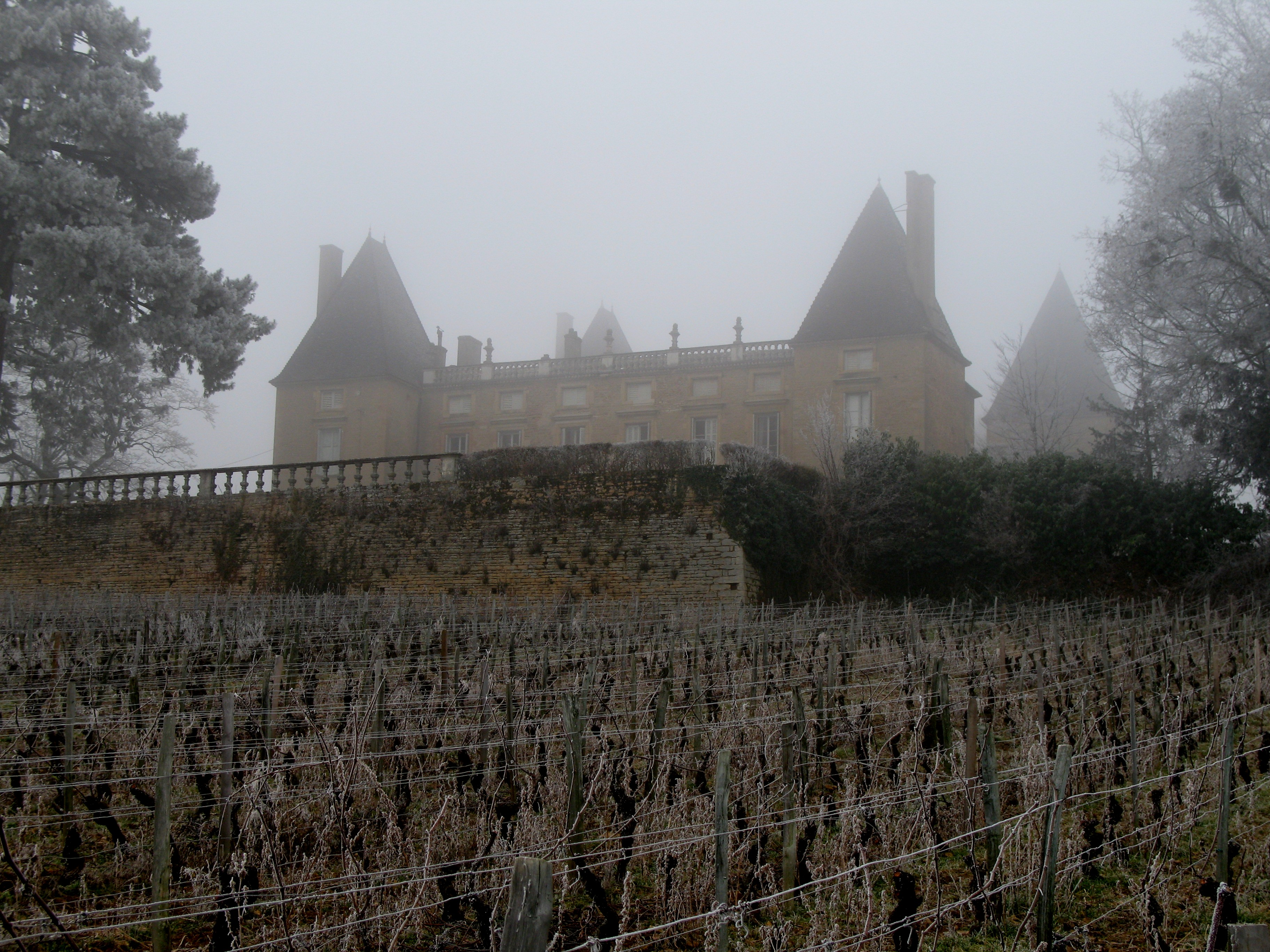
Burg Laye